# Zapasy na Igrzyskach Ameryki Południowej 1986
Turniej w ramach Igrzysk w Chile 1986 rozegrano w grudniu w mieście Santiago.

## Tabela medalowa
Gospodarz zawodów został zaznaczony kolorem.
| Poz.    | Państwo   |    |    |    | Łącznie |
| 1       | Argentyna | 11 | 3  | 4  | 17      |
| 2       | Peru      | 6  | 6  | 5  | 17      |
| 3       | Ekwador   | 1  | 3  | 5  | 9       |
| 4       | Brazylia  | 1  | 2  | 1  | 4       |
| 5       | Chile     | 0  | 5  | 3  | 7       |
| 6       | Boliwia   | 0  | 0  | 1  | 1       |
| Łącznie | Łącznie   | 19 | 19 | 19 | 57      |

## Wyniki

### W stylu klasycznym
| Waga     | złoty               | srebrny          | brązowy             |
| -------- | ------------------- | ---------------- | ------------------- |
| 52 kg    | Hugo Mora           | Jorge Gatica     | José Albornoz       |
| 57 kg    | Mauricio Moiguier   | Galo Legarda     | Luis Jeri           |
| 62 kg    | Gonzalo Kooyaki     | Paulo Ibire      | Daniel Merchán      |
| 68 kg    | Daniel Navarrete    | Wilson Chérrez   | Antonio Ychillumpa  |
| 74 kg    | Óscar Strático      | Emilio Purizaga  | Jair Benavides      |
| 82 kg    | Roberto Neves Filho | Juan Alarcon     | Daniel Iglesias     |
| 90 kg    | Diego Batalla       | Marcial Black    | José Sousa          |
| 100 kg   | Enrique Antonovich  | Joaquín Marambio | Vladimir Moshkewich |
| + 100 kg | Jorge Centurión     | Miguel Zambrano  | Maximo Franco       |

### W stylu wolnym
| Waga    | złoty              | srebrny             | brązowy            |
| ------- | ------------------ | ------------------- | ------------------ |
| 48 kg   | Iván Garcés        | John Trujillano     | Walter Haar        |
| 52 kg   | Víctor Díaz        | Fernando Yamasaki   | José Luis Albornoz |
| 57 kg   | Luis Guevara       | Maurizio González   | Galo Legarda       |
| 62 kg   | Gonzalo Kooyaki    | Paulo Ibire         | Daniel Merchán     |
| 68 kg   | Daniel Navarrete   | Oscar Mondaca       | Wilson Chérrez     |
| 74 kg   | Óscar Strático     | Jair Benavides      | Pedro Murillo      |
| 82 kg   | Daniel Iglesias    | Roberto Neves Filho | Juan Alarcon       |
| 90 kg   | Diego Batalla      | Marcial Black       | Teobaldo Díaz      |
| 100 kg  | Enrique Antonovich | Hernán Silva        | Juan Escalante     |
| +100 kg | Miguel Zambrano    | Jorge Centurión     | Maximo Franco      |